# 法蘭克福 (伊利諾伊州)
法蘭克福（英語：Frankfort）是位於美國伊利諾伊州威尔縣的一個村落。

## 地理
法蘭克福的座標為41°29′53″N 87°50′58″W / 41.49806°N 87.84944°W，而該地最高點為海拔高度224米（即735英尺）。

## 人口
根據2010年美國人口普查的數據，法蘭克福的面積為38.99平方千米，當中陸地面積為38.99平方千米，而水域面積為0.00平方千米。當地共有人口17789人，而人口密度為每平方千米456人。